# Campionati mondiali di sollevamento pesi 2021 - 81 kg maschile
Le gare di sollevamento pesi della categoria fino a 81 kg maschile — pesi medi — dei campionati mondiali del 2021 si sono svolte dall'11 al 12 dicembre 2021 a Tashkent presso l'Uzbekistan Sport Complex.

## Programma
L'orario indicato corrisponde a quello uzbeko (UTC+05:00)
| Data             | Orario | Evento   |
| ---------------- | ------ | -------- |
| 11 dicembre 2021 | 13:00  | Gruppo C |
| 12 dicembre 2021 | 13:00  | Gruppo B |
| 12 dicembre 2021 | 19:00  | Gruppo A |

## Medagliati
Per ciascun esercizio, i primi tre classificati sono i seguenti:
| Esercizio | Oro          | Oro    | Argento           | Argento | Bronzo            | Bronzo |
| --------- | ------------ | ------ | ----------------- | ------- | ----------------- | ------ |
| Strappo   | Marin Robu   | 168 kg | Karlos Nasar      | 166 kg  | Mirmostafa Javadi | 163 kg |
| Slancio   | Karlos Nasar | 208 kg | Mirmostafa Javadi | 204 kg  | Kim Woo-jae       | 196 kg |
| Totale    | Karlos Nasar | 374 kg | Mirmostafa Javadi | 367 kg  | Marin Robu        | 363 kg |

## Record
Prima di questa competizione, i record mondiali esistenti erano i seguenti:
| Record mondiale | Strappo | Li Dayin   | 175 kg | Tashkent, Uzbekistan | 21 aprile 2021    |
| Record mondiale | Slancio | Lü Xiaojun | 207 kg | Pattaya, Thailandia  | 22 settembre 2019 |
| Record mondiale | Totale  | Lü Xiaojun | 378 kg | Pattaya, Thailandia  | 22 settembre 2019 |

## Risultati
| Pos. | Atleta                           | Gr. | Peso atleta | Strappo (kg) | Strappo (kg) | Strappo (kg) | Strappo (kg) | Slancio (kg) | Slancio (kg) | Slancio (kg) | Slancio (kg) | Totale   |
| Pos. | Atleta                           | Gr. | Peso atleta | 1            | 2            | 3            | Pos.         | 1            | 2            | 3            | Pos.         | Totale   |
| ---- | -------------------------------- | --- | ----------- | ------------ | ------------ | ------------ | ------------ | ------------ | ------------ | ------------ | ------------ | -------- |
|      | Karlos Nasar (BUL)               | A   | 80.90       | 163          | 166          | 169          |              | 200          | 205          | 208          |              | 374      |
|      | Mirmostafa Javadi (IRI)          | A   | 80.80       | 155          | 159          | 163          |              | 193          | 198          | 204          |              | 367      |
|      | Marin Robu (MDA)                 | A   | 80.80       | 161          | 165          | 168          |              | 190          | 195          | 198          | 5            | 363      |
| 4    | Kim Woo-jae (KOR)                | A   | 80.90       | 159          | 162          | 164          | 4            | 191          | 196          | 202          |              | 358      |
| 5    | Brayan Rodallegas (COL)          | A   | 80.70       | 158          | 158          | 162          | 5            | 191          | 195          | 200          | 6            | 357      |
| 6    | Viacheslav Iarkin (RWF)          | A   | 80.70       | 155          | 160          | 163          | 8            | 188          | 193          | 196          | 4            | 356      |
| 7    | Şatlyk Şöhradow (TKM)            | A   | 80.80       | 157          | 161          | 164          | 6            | 190          | 190          | 194          | 9            | 351      |
| 8    | Rafik Harutyunyan (ARM)          | A   | 80.70       | 153          | 158          | 161          | 9            | 191          | 196          | 201          | 8            | 349      |
| 9    | Mukhammadkodir Toshtemirov (UZB) | A   | 80.50       | 157          | 162          | 164          | 10           | 180          | 192          | 192          | 7            | 349      |
| 10   | Andrés Mata (ESP)                | B   | 80.70       | 150          | 154          | 155          | 12           | 182          | 186          | 189          | 10           | 344      |
| 11   | Nonthaphat Thaneewan (THA)       | B   | 79.20       | 149          | 154          | 156          | 11           | 181          | 184          | 187          | 11           | 343      |
| 12   | Iván Escudero (ECU)              | B   | 80.90       | 143          | 147          | 150          | 14           | 177          | 180          | —            | 12           | 327      |
| 13   | Ajay Singh (IND)                 | C   | 80.90       | 138          | 143          | 147          | 13           | 167          | 167          | 175          | 16           | 322      |
| 14   | Natthawut Suepsuan (THA)         | B   | 80.00       | 145          | 148          | 148          | 15           | 176          | 180          | 180          | 14           | 321      |
| 15   | Kyle Bruce (AUS)                 | B   | 80.80       | 140          | 140          | 145          | 17           | 175          | 176          | 183          | 15           | 316      |
| 16   | Seán Brown (IRL)                 | B   | 80.60       | 139          | 140          | 140          | 18           | 166          | 171          | 175          | 17           | 311      |
| 17   | Chinthana Vidanage (SRI)         | C   | 80.70       | 127          | 132          | 134          | 19           | 160          | 166          | 170          | 18           | 300      |
| 18   | Michel Ngongang (CMR)            | C   | 80.40       | 127          | 130          | 130          | 21           | 157          | 162          | 166          | 19           | 289      |
| 19   | Amar Musić (CRO)                 | C   | 81.00       | 125          | 130          | 130          | 20           | 150          | 155          | 155          | 20           | 285      |
| 20   | Goran Ćetković (CRO)             | C   | 79.20       | 115          | 120          | 126          | 24           | 145          | 145          | 151          | 21           | 271      |
| 21   | Omarie Mears (JAM)               | C   | 80.60       | 115          | 120          | 125          | 22           | 140          | 141          | 145          | 23           | 266      |
| 22   | Vincentas Skirka (LTU)           | C   | 76.70       | 115          | 120          | 123          | 23           | 136          | 141          | 143          | 22           | 263      |
| 23   | Anton Micallef (MLT)             | C   | 80.70       | 114          | 114          | 114          | 26           | 136          | 141          | 142          | 24           | 250      |
| 24   | Maurice Oduor (KEN)              | C   | 80.30       | 105          | 110          | 114          | 25           | 135          | 135          | 142          | 25           | 249      |
| 25   | Geoffrey Oduor (KEN)             | C   | 76.40       | 90           | 90           | 95           | 27           | 120          | 125          | 126          | 26           | 215      |
| —    | Mohamed Ihab (EGY)               | A   | 80.80       | 160          | 164          | 164          | 7            | —            | —            | —            | —            | —        |
| —    | Hsieh Meng-en (TPE)              | B   | 80.70       | 140          | 145          | 150          | 16           | 180          | 180          | 180          | —            | —        |
| —    | Vitalii Smochek (UKR)            | B   | 78.80       | 146          | 146          | 146          | —            | 175          | 180          | 180          | 13           | —        |
| —    | Morteza Biglari (IRI)            | B   | 81.00       | 146          | 146          | 146          | —            | —            | —            | —            | —            | —        |
| —    | Ahmed Njoya (CMR)                | C   | ritirato    | ritirato     | ritirato     | ritirato     | ritirato     | ritirato     | ritirato     | ritirato     | ritirato     | ritirato |
| —    | Nicholas Vachon (CAN)            | B   | ritirato    | ritirato     | ritirato     | ritirato     | ritirato     | ritirato     | ritirato     | ritirato     | ritirato     | ritirato |
| —    | Rejepbaý Rejepow (TKM)           | B   | ritirato    | ritirato     | ritirato     | ritirato     | ritirato     | ritirato     | ritirato     | ritirato     | ritirato     | ritirato |